# Южна Стварност
„Южна Стварност“ (на сръбски: Jужна Стварност, в превод Южна действителност) е прокомунистически вестник, свързан с културните права в Македония.

## История
От вестника излиза само 1 брой в Марибор, Словения, през декември 1939 година, размножен в 2500 екземпляра. В уводната статия се казва:
| „ | Започнахме вестник „Южна Стварност“, със задачата да се постави в служба на най-широките слоеве на нашата покрайнина, в границите на възможностите обективно да ги известява и из него да се чуе честната дума по всички питания, които ги интересуват масите от нашата покрайнина“. | “ |

Сред темите на вестника е отворено писмо до академик Никола Вулич, свързано с неговата реч пред Сръбския културен клуб в Белград. Там Вулич говори за историята на Македония и македонците и говори за избора между: „Южна Сърбия или Македония“. Собственик и главен, и отговорен редактор, но и автор на статиите е тетовецът новинар и поет Виктор Ачимович, женен за словенката Милена от Марибор.